# Chớp tia gamma địa cầu

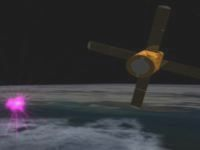
Minh họa về chớp tia gamma và các hiện tượng liên quan.

Chớp tia gamma địa cầu (TGF) là một đợt bùng phát các chùm tia gamma được tạo ra trong bầu khí quyển của Trái Đất. Các đợt TGF đã được ghi nhận tới nay kéo dài từ 0,2 đến 3,5 mili giây và có năng lượng lên tới 20 triệu electronvolt. Người ta suy đoán rằng các TGF được gây ra bởi các điện trường cực mạnh được tạo ra phía trên hoặc bên trong các cơn giông bão, do đó còn có tên gọi thông thường là sét đen. Các nhà khoa học cũng đã phát hiện ra các hạt positron và electron cao năng lượng tạo ra bởi các chớp tia gamma địa cầu.

## Khám phá
Các đợt chớp tia gamma địa cầu được phát hiện lần đầu tiên vào năm 1994 bởi máy dò BATSE, hay Burst and Transient Source Experiment, ở trên Trạm thiên văn Compton Gamma-Ray, một tàu vũ trụ của NASA. Một nghiên cứu tiếp theo từ Đại học Stanford vào năm 1996 đã liên hệ một TGF với một đợt sét đánh riêng lẻ xảy ra trong vòng vài mili giây từ TGF. BATSE chỉ phát hiện được một số lượng nhỏ (76) các sự kiện TGF trong vòng chín năm, do nó được xây dựng nhằm chuyên biệt nghiên cứu các vụ nổ tia gamma từ ngoài vũ trụ, kéo dài lâu hơn nhiều.
Đầu những năm 2000, Vệ tinh ảnh Quang phổ Mặt Trời năng lượng cao Ramaty (RHESSI) đã quan sát thấy các chớp TGF có năng lượng cao gấp nhiều lần so với những gì đã được ghi lại bởi BATSE. Dữ liệu của RHESSI khiến các nhà khoa học khi đó ước tính rằng có khoảng 50 TGF xảy ra mỗi ngày, nhiều hơn so với suy nghĩ trước đây nhưng vẫn chỉ chiếm một phần rất nhỏ trong tổng số các đợt sét đánh trên Trái Đất (trung bình có 3 triệu các sự kiện sét mỗi ngày). Vài năm sau, các nhà khoa học sử dụng Kính viễn vọng không gian tia gamma Fermi của NASA, được thiết kế để theo dõi tia gamma, và ước tính có khoảng 500 đợt TGF xảy ra hàng ngày trên toàn thế giới, nhưng hầu hết không bị phát hiện ra.

## Cơ chế

Giả thuyết về sự hình thành TGF bên trên một đám mây dông, kích hoạt bởi các trường bị phân rã sau một vụ phóng điện sét lớn.

Mặc dù chi tiết của cơ chế hình thành là chưa chắc chắn, nhưng giới nghiên cứu đã có một sự đồng thuận về các điều kiện vật lý để chúng hình thành. Người ta cho rằng các photon của TGF được phát ra bởi các electron di chuyển với tốc độ rất gần với tốc độ ánh sáng va chạm với hạt nhân các nguyên tử trong không khí và giải phóng năng lượng của chúng dưới dạng tia gamma (sự bức xạ hãm hay còn gọi là bremsstrahlung). Lý thuyết cho rằng một số lớn các electron năng lượng cao có thể hình thành do sự tăng trưởng thác lũ bởi các điện trường cưỡng bức, một hiện tượng gọi là thác lũ electron chạy trốn tương đối tính (RREA). Điện trường này có khả năng đã được cung cấp bởi sét, vì hầu hết các TGF đã được chứng minh chỉ xảy ra trong vòng vài mili giây của một sự kiện sét (Inan và các cộng sự, 1996).  Ngoài cái nhìn chung này, các chi tiết không chắc chắn. Nghiên cứu gần đây đã chỉ ra rằng tương tác electron-electron (Bremsstrahlung)  trước hết dẫn đến sự làm giàu các hạt electron năng lượng cao và sau đó tới sự tăng trưởng số lượng photon năng lượng cao.
Một số khung lý thuyết tiêu chuẩn về sự hình thành TGF có vay mượn từ các lý thuyết của các sự kiện phóng điện liên quan đến sét khác như sét thượng tầng khí quyển bao gồm: sprite đỏ, blue jet và elves, đều đã được phát hiện trong những năm ngay trước các quan sát đầu tiên của TGF. Ví dụ, điện trường đó có thể được tạo ra do sự phân tách các điện tích trong cơn dông (trường "DC") mà thường liên quan đến các sprite hoặc do xung điện từ (EMP) được tạo ra bởi một sự phóng điện sét, hoặc thường được liên hệ tới elves. Ngoài ra còn có một số bằng chứng cho thấy một số đợt TGF nhất định đã xảy ra trong trường hợp không có sét đánh ở đó, mặc dù trong khu vực lân cận có các hoạt động sét nói chung, điều này đã gợi ra sự so sánh với các tia blue jet. 

Giả thuyết về tạo ra TGF ở gần đám mây dông do bị cưỡng bức bởi sóng điện từ phát ra bởi một xung điện sét lớn.

Mô hình trường DC yêu cầu một lượng điện tích sét rất lớn để tạo ra các trường đủ mạnh ở các cao độ cao (ví dụ khoảng từ 50 tới 90 km trên khí quyển, nơi hình thành các spite). Tuy thế, không như trong trường hợp các sprite, những lượng điện tích lớn này dường như không có mối liên hệ nào đối với các tia sét đã sinh ra các TGF được ghi nhận. Vì thế mô hình trường DC yêu cầu TGF phải xảy ra ở những nơi thấp hơn xuống, ở đỉnh đám mây (độ cao 10–20 km) nơi điện trường cục bộ có thể mạnh hơn. Giả thuyết này được xác nhận bởi hai quan sát độc lập với nhau. Thứ nhất, phổ của các tia gamma quan sát bởi RHESSI rất trùng khớp với dự đoán của thuyết chạy trốn tương đối tính ở độ cao 15 tới 20 km. Thứ hai là quan sát chung cho thấy rằng các đợt TGF tập trung nhiều ở các vùng xích đạo Trái Đất hơn so với các tia sét thông thường, và ngoài ra còn có thể tập trung nhiều trên các vùng nước so với các tia sét nói chung. Đỉnh các đám mây dông cao hơn ở gần xích đạo, và do đó các tia gamma sinh ra từ TGF có nhiều cơ hội hơn để thoát ly khỏi khí quyển. Còn có thể suy ra rằng, thật ra có nhiều đợt TGF ở các độ cao thấp hơn và không thể quan sát từ trên không gian hay những nơi cao hơn. 

Giả thuyết về sự sản sinh TGF ở bên trong một đám mây dông.

Một giả thuyết khác, mô hình EMP,  trong đó giảm yêu cầu về điện tích sấm sét nhưng lại yêu cầu một dòng điện xung lớn di chuyển ở tốc độ rất cao. Tốc độ dòng xung yêu cầu là rất giới hạn, và tới nay chưa có bất kỳ bằng chứng quan sát trực tiếp nào cho mô hình này.
Một giả thuyết cơ chế khác là các TGF được tạo ra ngay bên trong đám mây dông, trong các điện trường mạnh gần kênh sét hoặc trong các trường tĩnh tồn tại trên một thể tích lớn của đám mây. Các cơ chế này khởi đầu quá trình dựa trên hoạt động cực đoan của các kênh sét (Carlson và các cộng sự, 2010) hoặc do một sự phản hồi mạnh mẽ cho phép các sự kiện ngẫu nhiên ngay cả trên quy mô nhỏ kích hoạt sản sinh TGF.

## Các sự kiện liên quan
Có ý kiến cho rằng các TGF cũng phải phóng ra các chùm electron và positron tương đối tính cao thoát ra ngoài khí quyển, truyền dọc theo hướng từ trường của Trái Đất và lắng xuống ở phía bán cầu đối diện. Một vài trường hợp TGF phát hiện trên RHESSI, BATSE và Fermi-GBM đã cho thấy các biến đổi lạ có thể được giải thích bằng các chùm electron/positron như vậy, nhưng những sự kiện này thực sự rất hiếm.
Các tính toán đã chỉ ra rằng các TGF có thể giải phóng ra không chỉ positron, mà cả neutron và proton nữa. Các hạt neutron đã được đo đạc trong các lần phóng điện, trong khi không có xác nhận thực nghiệm nào về các proton liên quan đến sự phóng điện (2016). Nghiên cứu gần đây đã chỉ ra rằng lưu lượng của các neutron này nằm trong khoảng từ 10−9 đến 10−13 mỗi mili giây và mỗi m2 tùy thuộc vào độ cao phát hiện. Năng lượng của hầu hết các neutron này, ngay cả với các hạt có năng lượng ban đầu tới 20 MeV, giảm xuống mức chỉ vài keV trong vòng 1 mili giây.

## Nghiên cứu khác
Các đợt chớp gamma địa cầu đã đặt ra một thách thức đối với các lý thuyết hiện tại về tia sét, đặc biệt là với việc phát hiện ra các dấu hiệu rõ ràng của các phản vật chất được tạo ra trong sét.
Người ta đã phát hiện ra trong 15 năm qua rằng trong số các quá trình sét có một số cơ chế có khả năng tạo ra tia gamma, thoát ra khỏi bầu khí quyển và được quan sát bởi tàu vũ trụ trên quỹ đạo. Được công bố bởi Gerald Fishman của NASA vào năm 1994 trong một bài báo trên tạp chí Khoa học, những tia được gọi là chớp tia gamma địa cầu (TGF) này đã được quan sát một cách tình cờ, trong khi ông đang ghi chép về trường hợp phát ra tia gamma từ ngoài không gian được quan sát bởi Trạm thiên văn Compton Gamma Ray (CGRO). Tuy thế các TGF so với chúng có thời lượng ngắn hơn nhiều, chỉ kéo dài khoảng 1 mili giây.
Giáo sư Umran Inan của Đại học Stanford đã liên kết một TGF với một vụ sét đánh riêng lẻ xảy ra trong vòng 1,5 mili giây của sự kiện TGF, lần đầu tiên chứng minh rằng TGF có nguồn gốc khí quyển và liên quan đến các đợt sét đánh.
CGRO chỉ ghi nhận khoảng gần 77 sự kiện trong vòng 10 năm; tuy nhiên, gần đây hơn, tàu vũ trụ Máy ảnh quang phổ mặt trời năng lượng cao Reuven Ramaty (RHESSI), như theo báo cáo của David Smith từ Đại học Santa Cruz, đã quan sát thấy các TGF với tần số cao hơn nhiều, cho thấy những sự kiện này xảy ra trung bình khoảng 50 lần mỗi ngày trên toàn cầu (vẫn là một phần rất nhỏ trong tổng số các đợt sét trên hành tinh). Các mức năng lượng được ghi nhận vượt quá ngưỡng 20 MeV.
Các nhà khoa học từ Đại học Duke cũng đang nghiên cứu mối liên hệ giữa một số sự kiện sét nhất định và sự phát xạ tia gamma bí ẩn, phát ra từ bầu khí quyển Trái Đất, dưới sự quan sát mới hơn về các TGF từ RHESSI. Nghiên cứu của họ cho thấy sự phun lên các bức xạ gamma này tới từ một điểm đầu ở một độ cao thấp đáng ngạc nhiên trong đám mây dông.
Steven Cummer, từ Trường Kỹ thuật Pratt của Đại học Duke, cho biết: "Đây là những tia gamma mang năng lượng cao hơn so với những tia đến từ Mặt trời. Tuy nhiên, ở đây, chúng đến từ loại giông bão trên mặt đất mà chúng ta đây thường quen thấy." 
Những giả thuyết ban đầu về điều này chỉ ra rằng sét tạo ra các điện trường cao và cưỡng bức dòng electron chạy trốn tương đối tính ở độ cao trên đám mây nơi có bầu khí quyển mỏng cho phép các tia gamma dễ dàng thoát ra ngoài không gian, tương tự như cách thức tạo ra các sprite. Tuy nhiên, các bằng chứng tiếp theo đã đề xuất thay vào đó rằng, các TGF có thể được tạo ra bằng sự cưỡng bức các dòng lan truyền thác lũ electron tương đối tính ở ngay trong hoặc trên những đám mây dông cao. Mặc dù bị thách thức bởi sự hấp thụ tia gamma phát ra bởi khí quyển, những lý thuyết này không đòi hỏi các tia sét cực mạnh mà các lý thuyết TGF hình thành trên cao dựa vào.
Vai trò của TGF và mối quan hệ của chúng với sét vẫn là một chủ đề nghiên cứu khoa học vẫn đang tiếp diễn.
Vào năm 2009, Kính thiên văn vũ trụ tia gamma Fermi trên quỹ đạo Trái Đất đã quan sát thấy sự bùng nổ mạnh mẽ của các tia gamma tương ứng với phân rã các positron ra khỏi vùng hình thành bão. Các nhà khoa học sẽ không ngạc nhiên khi thấy một vài hạt positron riêng lẻ kèm theo với bất kỳ vụ nổ tia gamma mạnh nào, nhưng các tia chớp được phát hiện bởi Fermi dường như đã tạo ra khoảng 100 nghìn tỷ positron. Điều này đã được báo chí đưa tin vào tháng 1 năm 2011, và chưa từng được quan sát trước đó.
Dự án Giám sát tương tác Khí quyển-Không gian (ASIM) của Cơ quan Vũ trụ châu Âu ESA là một thí nghiệm chuyên để nghiên cứu về các TGF, được phóng lên trạm Vũ trụ Quốc tế (ISS) vào ngày 2 tháng 4 năm 2018 và được lắp đặt vào mô-đun Comlumbus vào ngày 13 tháng 4 cùng năm.